# Aleksandr Vedérnikov
Aleksandr Aleksándrovich Vedérnikov ( En ruso, Александр Александрович Ведерников; Moscú, 11 de enero de 1964 - Ibidem, 29 de octubre de 2020) fue un director de orquesta ruso. Fue director musical del Teatro Bolshoi de 2001 a 2009. Trabajó a nivel internacional en los principales teatros de ópera y realizó grabaciones. Ocupó cargos como director titular de la Orquesta Sinfónica de Odense de 2009 a 2018, luego del Teatro Real de Copenhague y desde 2019 también del Teatro Mijáilovski de San Petersburgo.

## Biografía
Nacido en Moscú, Vedérnikov era hijo del bajo Aleksandr  Filípovich Vedérnikov, que cantó en el Teatro Bolshoi, y de Natalia Nikoláyevna Guréyeva, que fue profesora de órgano en el Conservatorio de Moscú. Vedérnikov se graduó en ese conservatorio en 1988, donde estudió con Leonid Nikolayev y también tomó clases de Mark Ermler. Trabajó como director en el Teatro Musical Académico de Moscú Stanislavski y Nemirovich-Danchenko de 1988 a 1990. También fue director asistente de Vladímir Fedoséyev en la Orquesta Sinfónica Chaikovski de la Radio de Moscú de 1988 a 1995. En 1995, estableció la Orquesta Sinfónica Filarmónica de Rusia y se desempeñó como director artístico y director titular hasta 2004.
Vedernikov se convirtió en director musical del Teatro Bolshói en 2001, donde trabajó en la modernización de la compañía. Dirigió la primera nueva producción de Borís Godunov de Músorgski desde 1948. Dirigió en la casa la primera producción de Adriana Lecouvreur de Cilea en 2002, Jovánschina de Músorgski, Turandot de Puccini, la versión original de Ruslán y Liudmila de Glinka, la primera producción de El ángel de fuego de Prokófiev en 2004, la primera interpretación rusa de la versión original de El holandés errante de Wagner y Falstaff de Verdi. Dirigió, por encargo del teatro de la ópera, el estreno mundial de Los hijos de Rosenthal de Leonid Desyatnikov en la temporada 2004/05. Dirigió producciones de Guerra y paz de Prokófiev y su ballet Cenicienta. Tenía un contrato con la compañía hasta 2010, pero en julio de 2009 renunció el primer día de la gira de verano del teatro, citando desacuerdos con su dirección.
Vedernikov hizo su debut en Covent Garden en 1996, donde dirigió La Cenicienta de Prokófiev y El lago de los cisnes de Chaikovski. Dirigió en la Ópera Cómica de Berlín Smetana La novia vendida, La dama de picas de Chaikovski, Salome de Richard Strauss y The Cunning Little Vixen de Janacek. En la Ópera de París, dirigió a Boris Godunov en 2005, dirigida por Francesca Zambello. Dirigió Eugenio Oneguin de Chaikovski en 2011. Dirigió un proyecto doble de Cavalleria rusticana de Mascagni y Pagliacci de Leoncavollo en el Teatro de ópera de Zúrich en 2011, e hizo su debut en la Metropolitan Opera de Nueva York, nuevamente con Eugenio Oneguin.
Se convirtió en director titular de la Orquesta Sinfónica de Odense en 2009, con un contrato inicial de tres años, que se extendió hasta 2014. En noviembre de 2016, la Royal Danish Opera anunció el nombramiento de Vedernikov como su próximo director principal, a partir de la temporada 2018/19. Vedernikov concluyó su mandato en Odense en 2018, siendo director honorario. En febrero de 2019, también se convirtió en director musical y director principal del Teatro Mikhailovsky.
Falleció el 29 de octubre de 2020 causa del COVID-19.

## Grabaciones
Vedérnikov grabó comercialmente para sellos como Pentatone, Hyperion e Naive.
- Glinka: Ruslán y Liudmila [12]
- Chaikovski: El cascanueces [15]
- DVD: Rimski-Kórsakov: La leyenda de la ciudad invisible de Kitezh y la doncella Fevroniya - Mijaíl Kazakov, Vitaly Panfilov, Tatiana Monogarova, Mijaíl Gubsky, Albert Schagidullin, Alexander Naumenko. Orquesta e Coro del Teatro Lirico di Cagliari; Alexander Vedernikov, director de orquesta; Eimuntas Nekrošius, director. 2010[16]
- Chaikovski: Eugene Onegin (2020)[17]